# Danny Dichio
Daniele Salvatore Dichio (Hammersmith, Londres, Inglaterra, 19 de outubro de 1974), mais conhecido como Danny Dichio, é um ex-futebolista da Inglaterra e atual técnico.

## Biografia
De ascendência italiana, iniciou sua carreira profissional na tradicional equipe inglesa Queens Park Rangers em 1993 e ficou lá até 1997. Em 1994 atuou por empréstimo no Barnet FC. Quando seu contrato com o QPR terminou, foi negociado com a equipe italiana da Sampdoria onde ficou até 1998. Nesse meio tempo atuou também pelo Lecce e voltou para a Inglaterra para jogar no Sunderland. Em 2001, foi emprestado ao West Bromwich Albion onde fez sucesso ajudando essa equipe a conquistar o vice-campeonato da 2ª divisão na temporada 2001-2002. Foi o artilheiro da competição (embora com apenas cinco gols). Ficou nessa equipe até 2004 jogando também pelas equipes do Derby County e do Millwall. Nessa equipe chegou ao seu ponto mais alto levando o time à disputa da final da Copa da Inglaterra, contra o Manchester United, mas não pode disputar essa partida por estar suspenso. Em 2005, transfere-se para o Preston North End onde fica até 2007 quando é contratado pela recém-fundada equipe canadense Toronto FC para disputar a Major League Soccer (MLS), a liga estadunidense de futebol. No Toronto FC virou ídolo da torcida ao marcar o primeiro gol da história da equipe na vitória de 3x1 sobre o Chicago Fire. No último jogo da temporada, em um chute de fora da grande área, fez um gol espetacular contra o New England Revolution (empate em 2x2), o que fez aumentar o número de seus fãs. Foi o artilheiro do time com seis gols. Em 2008, marcou mais cinco gols e ajudou sua equipe em seus primeiros resultados de destaque: dois vice-campeonatos  no Campeonato Canadense e na Trillium Cup. Atualmente é o mais popular jogador da equipe do Canadá. Em 2009, obteve seu primeiro título com o Toronto FC, o Campeonato Canadense e ainda foi vicecampeão da Trillum Cup. Retirou-se ainda em 2009 e atualmente é técnico das divisões de base do Toronto FC.

### Seleção da Inglaterra
Na Seleção da Inglaterra, jogou uma única partida, na equipe Sub-21, em 1994.

## Equipes
- Queens Park Rangers: 1993-1997
- Barnet FC: 1994
- Sampdoria: 1997-1998
- Lecce: 1997
- Sunderland: 1998-2001
- West Bromwich Albion: 2001-2004
- Derby County: 2003
- Millwall: 2004-2005
- Preston North End: 2005-2007
- Toronto FC: 2007-2009

## Títulos
Toronto FC
- Campeonato Canadense: 2009

## Campanhas de destaque
Millwall
- Copa da Inglaterra: 2º lugar - 2004

 West Bromwich Albion
- Campeonato Inglês (2ª divisão): 2º lugar - 2001-2002

 Toronto FC
- Campeonato Canadense: 2º lugar - 2008
- Trillium Cup: 2º lugar - 2008, 2009

## Artilharia
West Bromwich Albion
- Campeonato Inglês (2ª divisão): 5 gols - 2001-2002

## Gols marcados
- Queens Park Rangers: 20 gols
- Barnet FC: 2 gols
- Sampdoria: 0 gol
- Lecce: 2 gols
- Sunderland: 11 gols
- West Bromwich Albion: 14 gols
- Derby County: 1 gol
- Millwall: 17 gols
- Preston North End: 5 gols
- Toronto FC: 14 gols

Total: 88 gols